# Gonzales (Kalifornien)
Gonzales ist eine US-amerikanische Stadt im Monterey County im Bundesstaat Kalifornien.
Das U.S. Census Bureau hat bei der Volkszählung 2020 eine Einwohnerzahl von 8.647 ermittelt. Gonzales befindet sich bei den geographischen Koordinaten 36,51° Nord, 121,44° West. Das Stadtgebiet hat eine Größe von 3,7 km².

## Persönlichkeiten
- John A. Blume (* 1909 in Gonzales; † 2002 in Hillsborough), Bauingenieur, Pionier des Erdbeben-Ingenieurwesens und Hochschullehrer an der Stanford University